# Victoria-Insel
Die Victoria-Insel (englisch Victoria Island, Inuktitut Kiilliniq) ist die zweitgrößte Insel Kanadas und die achtgrößte Insel der Welt (nach anderen Zählungen die neunt- oder zehntgrößte). Sie liegt im Nordpolarmeer im Kanadisch-Arktischen Archipel und hat eine Größe von 217.291 km². Der westliche Teil der Insel gehört politisch zur Inuvik Region der Nordwest-Territorien, der östliche Teil, und somit etwa zwei Drittel der Fläche, zur Region Kitikmeot des Territoriums Nunavut.

## Geographie
Die Victoria-Insel ist in Ost-West-Richtung rund 750 km lang, in Nord-Süd-Richtung bis zu 625 km breit und erreicht in den Shaler Mountains eine Höhe von bis zu 665 m über dem Meer.
Westlich von ihr, nur durch die schmale Prince of Wales Strait getrennt, liegt die Banksinsel, nördlich die Melville-Insel und östlich, durch den McClintock-Kanal getrennt, die Prince-of-Wales-Insel. Eine weitere größere Nachbarinsel im Südosten ist die King-William-Insel. Vom südlich gelegenen nordamerikanischen Festland wird die Victoria-Insel
durch eine Meeresstraße bestehend aus Amundsen-Golf, Dolphin-und-Union-Straße, Coronation-Golf, Dease-Straße, Königin-Maud-Golf und der Victoria-Straße getrennt.
Die beiden Siedlungen auf der Insel sind Cambridge Bay (1477 Einwohner) im Süden nahe des Sees Aanaakhiiqtuuq, Standort einer kanadischen Wetterstation, und Ulukhaktok (ehemals Holman, 398 Einwohner) an der Westküste am Eingang des Prinz-Albert-Sunds gelegen.

## Geschichte

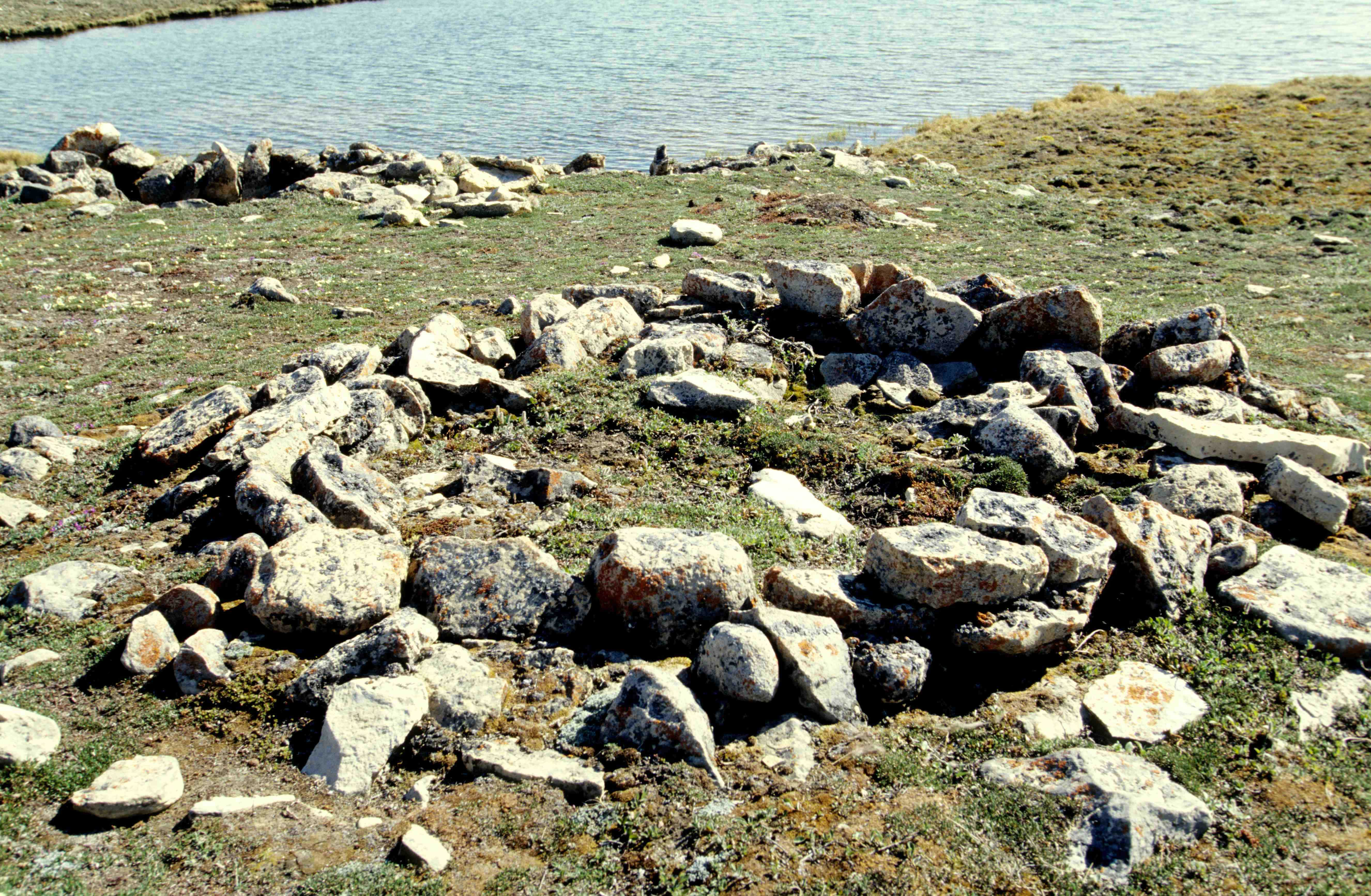
Zeltring der Thule-Zeit bei Cambridge Bay

An der Pembroke Site (nach dem Borden-System NgNc-2), einem archäologischen Fundplatz im Südosten der Insel, nördlich von Cambridge Bay, fanden sich Überreste der ältesten bekannten Thule-Inuit-Siedlung (vg. Inuit-Kultur). Zu dieser gehörten elf ausgedehnte Wohnstellen, die sich anhand von fünf Zeltringen (tent rings), fünf leichten, in den Boden eingesenkten hausartigen Strukturen und einem qalgiq, einer großen Gemeinschaftsstruktur, nachweisen ließen. Eine andere Stelle wurde in den 1970er Jahren durch Straßenbau zerstört, bei einer weiteren Struktur ist die Funktion unklar. Nahrungsgrundlagen der Bewohner waren Karibu, Wandersaibling und Amerikanischer Seesaibling. Hinzu kamen sehr geringe Mengen von Meeressäugern und Vögeln. Die Siedlungsstelle bestand um 1400, und damit nur 200 Jahre nach der ersten Ostwanderung der Thule-Leute von Alaska in den östlichen Arktisbereich bis nach Grönland. Sie repräsentiert damit die zweite Wanderungswelle Richtung Osten, allerdings in weniger günstige Gebiete. Die Thule-Leute, vielleicht vier bis fünf Familien, waren auf dem Weg nach Osten und hielten sich möglicherweise nur wenige Jahre auf der Insel auf – das Gemeinschaftsgebäude hoch auf dem Hügel weist auf eine ostentative Besetzung hin, zumal dort Tanz- und Musikveranstaltungen stattgefunden haben dürften. Dennoch war die Pembroke-Stätte nur kurze Zeit bewohnt. Andererseits ist es möglich, dass die späten Dorset-Leute im Süden der Insel wohnten und dies den Thule-Leuten Umwege abverlangte; daher ist unklar, ob sie nördlich oder südlich um die große Insel herumfuhren, obwohl die Südroute bessere Ressourcen bot. Ausgrabungen fanden zuerst 1963 und 1965 statt, wobei zunächst eine Siedlungsstelle, dann vier weitere ergraben wurden, allerdings nur mit 26 Artefakten. Ab 2008 wurde neuerlich gegraben, wobei, neben der Datierung und der Ergrabung weiterer Wohnstrukturen, der Nachweis gelang, dass in einem nur 20 m entfernten Süßwasserbach der meiste Fisch gefangen wurde. Der lokalen Kitikmeot Heritage Society unter Leitung von Brendan Griebel gelang es, die Bevölkerung in das Grabungsprojekt zu involvieren. Der qalgiq wurde im May Hakongak Community Library and Cultural Centre rekonstruiert und dient heute Versammlungen.
Die Insel war schon lange von Inuit besiedelt, als sie 1826 während der zweiten Expedition John Franklins gesichtet wurde. Sie wurde 1839 nach der britischen Königin Victoria benannt und in den späten 1830er Jahren von den britischen Forschern Thomas Simpson (1808–1840) und Peter Warren Dease (1788–1863) sowie 1851 von John Rae erkundet. Richard Collinson überwinterte 1851 bis 1853 zweimal im Schutze der Insel. Große Teile des Küstenverlaufs wurden erst durch die Expeditionen Roald Amundsens 1903–1906 und Vilhjálmur Stefánssons 1915–1917 aufgeklärt.
1923 errichtete die Hudson’s Bay Company ihre Handelsposten Cambridge Bay und Port Brabant (zeitweise Fort Collinson genannt, 1939 nach Holman verlegt, dem heutigen Ulukhaktok). 1926 folgte die Royal Canadian Mounted Police mit einer Station in Cambridge Bay.
Auf der ersten Durchquerung der Nordwestpassage von West nach Ost überwinterte Henry Larsen mit der St. Roch 1940–1941 in der Walker Bay im Westen der Insel.